# Trichobaptria exsecuta
Trichobaptria exsecuta är en fjärilsart som beskrevs av Felder 1875. Trichobaptria exsecuta ingår i släktet Trichobaptria och familjen mätare. Inga underarter finns listade i Catalogue of Life.